# Gol Gumbaz

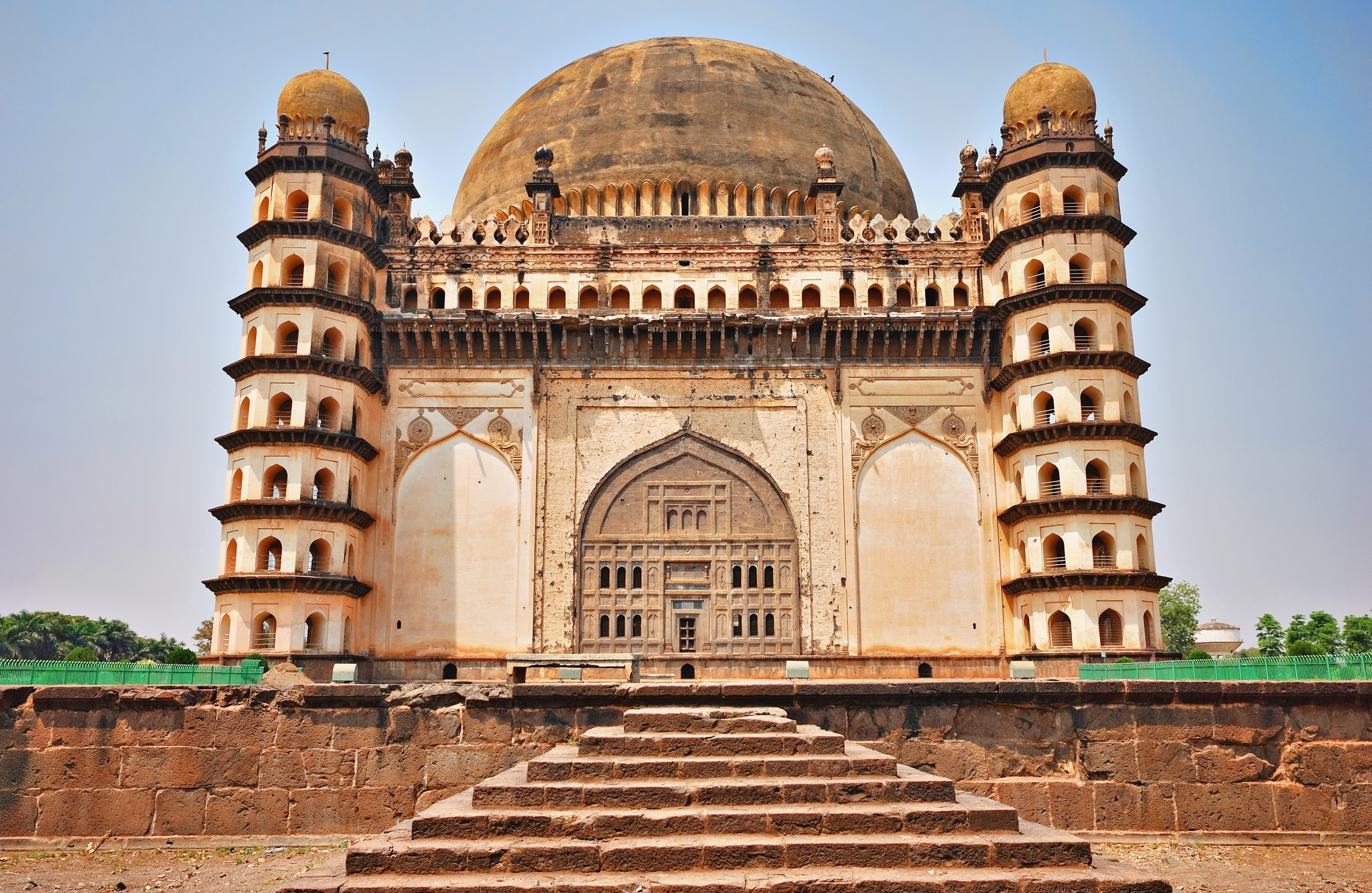
Gol Gumbaz

Il Gol Gumbaz è il mausoleo di Mohammed Adil Shah, sultano di Bijapur. La tomba, che si trova a Bijapur, Karnataka in India, fu completata nel 1656 dall'architetto Yaqut di Dabul. Il nome affonda le sue radici da Gola gummata derivante da Gol Gombadh, col significato di "cupola circolare". È stato costruito secondo i canoni dell'architettura Deccan.

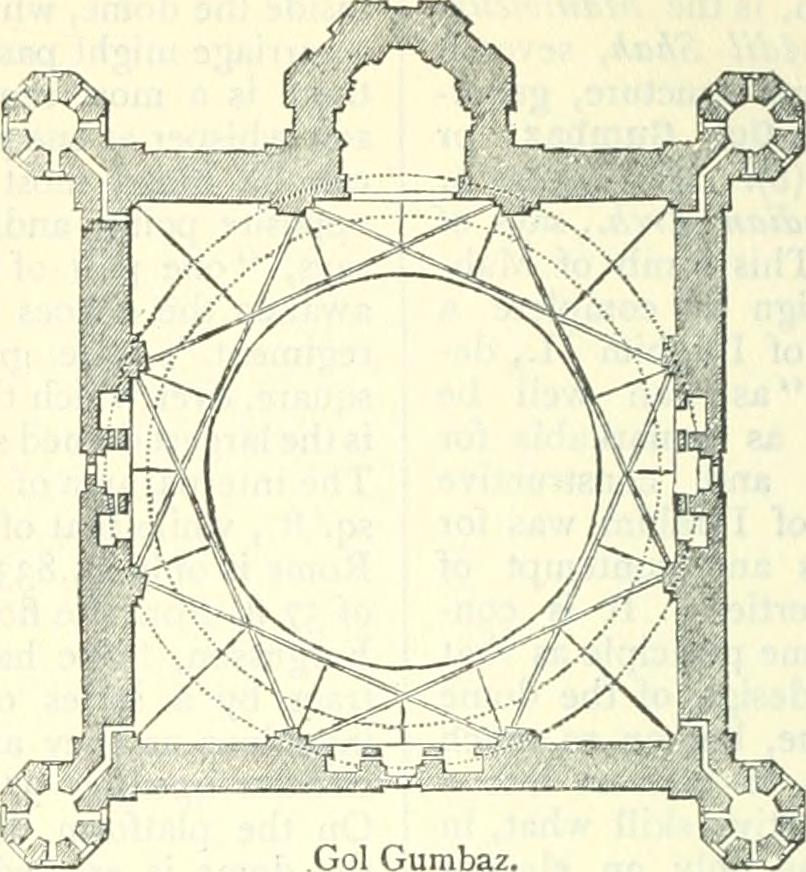
Pianta

La struttura è composta da un cubo, con lati di 47,5 metri, sovrastata da una cupola 44 m di diametro esterno. "Otto archi che si intersecano creati da due quadrati ruotati che creano pennacchi incastri" sostengono la cupola. A ciascuno dei quattro angoli del cubo vi è una torre ottagonale, con cupola, di sette piani di altezza e con una scala interna. Il piano superiore di ciascuna apre su una galleria rotonda che circonda la cupola. All'interno della sala mausoleo vi è un podio quadrato con passaggi su ogni lato. Al centro del podio, una lastra cenotafio a terra segna la tomba reale, "l'unico caso di questa pratica" nell'architettura della dinastia Adil Shahi". Con una superficie di 1.700 m², il mausoleo è uno dei più grandi spazi monocamerali in tutto il mondo. All'interno della cupola è localizzata la Whispering gallery (Galleria dei bisbigli), così denominata per la sua ottima acustica.